# Faza Berry’ego
Faza Berry’ego (ang. Berry phase) – w mechanice kwantowej dodatkowa do dynamicznej, intuicyjnej faza funkcji falowej stanu własnego hamiltonianu układu kwantowego w którym parametry np. pole magnetyczne, kierunek wektora polaryzacji fali, czy położenie minimum potencjału zmieniają się w sposób adiabatyczny.
Niech w hamiltonianie układu parametry zmieniają się bardzo wolno w czasie a wektor stanu {\displaystyle \Psi } jest stanem własnym hamiltonianiu w danej chwili czasu, tzn.
{\displaystyle {\hat {H}}(t)\Psi (t)=\epsilon (t)\Psi (t),}
Ponieważ dla hamiltonianiu niezależnego od czasu rozwiązaniem równania Schrōdingera
{\displaystyle {\hat {H}}(t)\Phi (t)=i{\frac {d\Phi (t)}{dt}},}
jest
{\displaystyle \Phi (t)=e^{-i{\hat {H}}t}\Psi (0)=e^{-i\epsilon t}\Psi (0),}
wydaje się pozornie, że dla adiabatycznego równania własnego można je scałkować infinitezymalnie po zależności energii od czasu, tzn.
{\displaystyle \Phi (t)=e^{-i\int _{0}^{t}\epsilon (t)dt}\Psi (t).}
Tak jednak nie jest i dodatkowa faza funkcji falowej to faza Berry’ego.
Poszukajmy rozwiązania równania zależnego od czasu w postaci ogólnej
{\displaystyle \Phi (t)=e^{if(t)}\Psi (t).}
Podstawienie do równania Schrōdingera prowadzi do
{\displaystyle i^{2}{\dot {f}}(t)e^{if(t)}\Psi (t)+ie^{if(t)}{\dot {\Psi }}(t)={\hat {H}}e^{if(t)}\Psi (t)=\epsilon (t)\Psi (t)e^{if(t)}.}
Dzieląc przez {\displaystyle e^{if(t)}} oraz robiąc rzut na {\displaystyle \langle \Psi (t)|} otrzymujemy równanie na {\displaystyle f(t)} z fazą Berry’ego {\displaystyle \phi _{B}}
{\displaystyle f(t)=-\int _{0}^{t}\epsilon (t)dt+\phi _{B},}
gdzie faza Berry’ego dana jest przez
{\displaystyle \phi _{B}=i\int _{0}^{t}\langle \Psi (t)|{\dot {\Psi }}(t)\rangle .}
Faza Berry’ego może być łatwo obserwowana w eksperymencie polegającym na cyklicznym zderzaniu się dwóch paczek trojańskich w polu fali elektromagnetycznej, spolaryzowanej liniowo, kiedy to płaszczyzna polaryzacji fali zmienia się adiabatycznie. Objawia się wtedy bezwładnością prążków interferencyjnych, powstających przy przekrywaniu się dwóch paczek falowych, tzn. kiedy to punkty zderzenia śledzą polaryzacje fali, ale prążki interferencyjne nie zmieniają położenia w układzie laboratoryjnym.
Podobnie rotacja polaryzacji może być symulowana przez słabe pole magnetyczne i wtedy faza Berry’ego objawia się w oscylacjach Aharonova-Bohma.
Nazwana na cześć Michaela Berry'ego.